# Atlas (canción de Coldplay)
«Atlas» es una canción de la banda británica Coldplay. Se trata del primer sencillo de la banda sonora de Los juegos del hambre: en llamas, la secuela de Los juegos del hambre. Se lanzó mundialmente el 6 de septiembre de 2013 en formato de descarga digital y en el Reino Unido, el día 8. En la primera fecha, también se publicó un video con la letra del tema. La canción es la primera que la banda graba para una película y su primer trabajo desde Mylo Xyloto (2011). El director Francis Lawrence afirmó sobre el trabajo: «Respeto y admiro mucho a Coldplay y estamos sumamente emocionados por cómo se conectaron con los temas e ideas de la película».

## Lista de canciones
| Descarga Digital |         |          |  |
| N.º              | Título  | Duración |  |
| 1.               | «Atlas» | 3:56     |  |